# Холод (издание)
«Холод» — интернет-издание, основанное в 2019 году журналисткой Таисией Бекбулатовой. Выпускает тексты, подкасты и видео на социальные и политические темы.

## История
До «Холода» Таисия Бекбулатова пять лет работала корреспондентом в отделе политики «Коммерсанта» и два года специальным корреспондентом «Медузы». В марте 2019 года она ушла из «Медузы» и спустя несколько месяцев решила сделать свой проект.
Первый материал «Дорога в Аскиз» вышел 22 августа 2019 года. Он был посвящён хакасскому маньяку, который пять лет убивал и насиловал женщин. Его задержанием никто не занимался, хотя в Следственном комитете его знали с 2013 года. Бекбулатова написала текст и создала для него сайт на «Тильде». Материал редактировали журналисты Александр Горбачёв и Андрей Борзенко. Вместе со статьёй вышел подкаст «Трасса 161», которым занимался на тот момент редактор подкастов проекта Arzamas Алексей Пономарёв.
По словам Бекбулатовой, первоначально она не думала, что «Холод» станет большим изданием. «Честно говоря, я даже не рассчитывала, что из этого что-то вырастет. Скорее думала, что если с редакцией не сложится, это будет мой авторский проект: я буду ездить по стране и рассказывать какие-то интересные мне сюжеты». В итоге статья «Дорога в Аскиз» набрала большое число просмотров, и «Холод» продолжил развиваться.
Несколько месяцев Бекбулатова работала одна как редактор с приглашёнными авторами. Полноценную работу редакция начала в феврале 2020 года. По данным на июнь 2021 года, в редакции «Холода» насчитывалось 14 сотрудников.
В ноябре 2020 года стало известно, что по материалу «Дорога в Аскиз» снимут сериал «Мёрзлая земля» для американского стримингового сервиса Topic. Его режиссёром должна была выступить Валерия Гай Германика, а продюсером — Александр Роднянский, но режиссёром в итоге стала Оксана Карас.
В издании вышел подкаст «Трасса 161», ставший одним из первых российских подкастов в жанре true crime.
30 декабря 2021 года Минюст России внёс в реестр СМИ — «иностранных агентов» Таисию Бекбулатову.
9 апреля 2022 года Роскомнадзор прислал изданию третье предупреждение с требованием удалить материалы про вторжение России на Украину, после чего доступ к веб-сайту издания в России был заблокирован. По данным издания «Проект», после начала вторжения журналисты издания уехали в Ригу и Тбилиси
12 января 2024 года Минюст России включил издание в реестр иноагентов.
22 января 2025 года стало известно об истории с журналисткой Асией Несоевой из Татарстана (её настоящие имя и фамилия — Джамиля Садриева), которая подделывала факты для публикаций в российских СМИ: в начале января 2025 года отдел фактчека издания «Холод» проверил материал, присланный в редакцию Несоевой, и выяснилось, что в её материале невозможно подтвердить значительную часть истории, а в ответ на просьбу издания предоставить подтверждения Несоевая прислала сфальсифицированные доказательства, и в конечном итоге ей отказали в публикации. Асия Несоевая впервые обратилась в редакцию издания «Холод» в ноябре 2024 года, однако материалы под её авторством уже ранее выходили в других русскоязычных интернет-изданиях, в числе которых «Idel.Реалии», «Новая вкладка», «Новая газета», «Новая газета Европа», «Новая газета. Балтия», «Важные истории», «Meduza», «Дискурс», «Такие дела» и «Осторожно, медиа». Вскоре после разгоревшегося скандала текст под названием «Мама, не звони командирам и не ищи их номера», опубликованный на сайте «Холода» 17 декабря 2024 года, был удалён в связи с дополнительной проверкой изложенных в нем фактов.

## Финансирование
Первое время проект существовал на личные сбережения Таисии Бекбулатовой. В феврале 2020 года у «Холода» появились инвесторы. Их имена Бекбулатова не раскрывает, но утверждает, что они не занимаются политикой. Издание также принимает пожертвования от читателей и продаёт рекламу.

## Награды
По состоянию на июль 2022 года авторы «Холода» восемь раз становились лауреатами ежемесячной журналистской премии «Редколлегия».
В 2019 году подкаст «Трасса 161» вошёл в число лучших подкастов по версии Apple.
В 2020 году статьи «Холода» «Дорога в Аскиз» и «Настоящий православный Царьград» вошли в шортлист международной журналистской премии True Story Award.